# Scipiolus plumosus
Scipiolus plumosus is een zeespin uit de familie Ammotheidae. De soort behoort tot het geslacht Scipiolus. Scipiolus plumosus werd in 1908 voor het eerst wetenschappelijk beschreven door Loman. 